# Alelimma zema
Alelimma zema är en fjärilsart som beskrevs av Embrik Strand 1920. Alelimma zema ingår i släktet Alelimma och familjen nattflyn. Inga underarter finns listade i Catalogue of Life.